# Aciphus singularis
Aciphus singularis is een keversoort uit de familie platsnuitkevers (Salpingidae). De wetenschappelijke naam van de soort werd in 1884 gepubliceerd door Arthur Sidney Olliff.